# Silvia Sorina Munteanu
Silvia-Sorina Munteanu (n.  ?, Cuvin, România) este o solistă soprană de operă și concerte, interpretă de lied și profesoară.

## Biografie
De la cea mai fragedă vârstă începe să studieze muzica, iar la 5 și jumătate începe să studieze vioara, coroborând în recitalurile date piese pentru voce cu cele pentru vioară. Datorită studiului cât și dotării native, muzicalitatea și vocea se șlefuiesc în decursul anilor precursori studiului canto-ului, pentru care optează la vârsta de 13 ani la Liceul de artă din Arad, unde începe studiul acestei discipline cu  profesorul Ioan Zahu, elev la rândul lui al lui Petre Ștefănescu Goangă și apoi în Facultatea de arte din Timișoara pe care o absolvă în 1995, unde studiază cu mezzosoprana Lucia Papa-Kriska. În 1996 a obținut diploma de Masterat în Stilistica interpretativă la Academia de Muzică din Cluj-Napoca.
Își desăvârșește studiile urmând cursul de Masterat la Academia de muzică Gh. Dima din Cluj sub îndrumarea lui Alexandru Farcaș, obținând în 1996 Diploma de Master în Stilistica interpretativă - Canto. Urmează cursuri de masterat de scurtă durată cu maeștrii Mariana Nicolescu 1996, Alexandru Farcaș 1997, Ionel Pantea 2000, Renato Bruson 2004, Viorica Cortez 2009.
In 2011 obține titlul de doctor la Academia de Muzica "Gheorghe Dima" - Cluj Napoca , in urma susținerii tezei de doctorat cu subiectul "Elemente optimizante în integralitatea cântului" - Belcanto modern - artă sau știință
.
Odată cu intrarea la cursul de Masterat al Academiei de muzică Gh. Dima în 1995, ia concursul și la Opera Română Cluj-Napoca unde își face debutul în cariera pe repertoriul de mezzosoprană.
Astfel, debutează pe prestigioasa scenă clujeană în 1995 în rolul Rosinei din opera Bărbierul din Sevilla de G. Rossini, în 1996 în rolul Carmen din opera Carmen de G. Bizet, urmat la numai două săptămâni de debutul în rolul Dorabella din Cosi fan tutte de W. A. Mozart. A doua stagiune la Opera din Cluj îi aduce debutul în rolurile Santuzza din Cavalleria Rusticana de P. Mascagni și Eboli din Don Carlo de G. Verdi. Cele patru stagiuni petrecute în total la Opera din Cluj însumează o activitate solistică bogată, concretizată în nu mai puțin de unsprezece roluri, printre care mai enumeram și Flora din Traviata, Maddalena și Giovanna din Rigoletto, Suzuki din Cio Cio San de G. Puccini, etc.
În același an 1996, datorită pasiunii pentru pedagogie, începe colaborarea cu Academia de muzică Gh. Dima în calitate de asistent universitar la Catedra de Canto.
Rămâne solistă a Operei din Cluj până în anul 1999, când alege cariera universitară. Astfel, între 1999 și 2002 ocupă pe rând postul de preparator universitar și asistent universitar la Facultatea de arte din Timișoara, Catedra de Canto.
Mirajul scenei își spune cuvântul și în 2002, în urma unui concurs la Opera Națională Timișoara, este angajată ca prim solistă, de data aceasta ca soprană dramatică. Explicația acestei schimbări a încadrării vocale este faptul că posesia unei bune tehnici, a cărei stăpânire o datorează în egală măsura studiului cât și maeștrilor care au îndrumat-o, precum și o adecvată modalitate de adaptare a tuturor aspectelor tehnice la cerințele partiturii, grefate pe o natură vocală mai rară, așa numită voce Falcon (după marea cântăreață Marie Cornélie Falcon (28 ianuarie 1812 - 25 februarie 1897)) permit interpretei abordarea cu egal succes a celor două repertorii.
Menționăm ca din cel de sopran dramatic, a optat de la început pentru acea parte mai puțin cântată, datorită atât dificultăților tehnice impuse cât și periculozității lui pentru voce, respectiv rolurile feminine principale din Nabucco, Turandot, Macbeth, Cavalleria Rusticana, Fedora.
Ca soprană a debutat în anul 2001 în Abigail din Nabucco de G. Verdi, apoi ca primsolistă a Operei Naționale Timișoara în 2002 în Turandot din opera cu același nume de G. Puccini, urmate de Donna Anna din Don Giovanni de W. A. Mozart și Floria Tosca din opera Tosca de G. Puccini.
În anul 2003, în urma unei audiții, este angajată ca prim solistă a Operei Naționale București, unde, în același an, debutează în rolul Aida din opera Aida de G. Verdi. După acest prim contract bucureștean timp de doi ani își desfășoară activitatea ca liber profesionistă, participând la turnee și producții în Europa și SUA.
Din 2006 revine ca prim solistă a Operei Naționale București, unde în stagiunea 2007-2008 ce este marcată în egală măsură de reluarea activității pedagogice ca și cadru didactic asociat, al Catedrei de canto a Universității de muzică București, de data aceasta ca lector universitar doctorand, debutează în rolul Leonora din opera Il Trovatore de G. Verdi, iar în 2008 repurtează un mare succes cu rolul infernalei Lady Macbeth din opera Macbeth de G. Verdi.
„În primul rând, soprana Silvia Sorina Munteanu – Lady Macbeth, care construiește o impresionantă demonstrație de vocalitate, spectaculoasă și totodată fidelă cerințelor compozitorului romantic. Există un eroism solistic, la această soprană ce s-a impus în stagiunile recente pentru categoria “grea” a vocilor spinto-dramatice, față de care îi suntem recunoscători”, scrie reputatul critic prof. univ. dr. Grigore Constantinescu în Cronica Română de Luni 19 mai 2008.
În prezent abordează repertoriul de soprană, pe nenumărate scene lirice din țară și străinătate, din repertoriul ei amintind aici operele: Don Giovanni, Cosi fan tutte de W. A. Mozart, Bărbierul din Sevilla de G. Rossini, Nabucco, Aida, Macbeth, Don Carlo, Trubadurul, Rigoletto, Traviata, Bal Mascat de G. Verdi, Turandot, Tosca de G. Puccini, Cavalleria rusticana de P. Mascagni, Carmen de G. Bizet, Gioconda de A. Ponchielli, Lucrezia Borgia de G. Donizetti, Norma de V. Bellini cu care a repurtat cel mai recent succes al ei în Franța.
În străinătate a colaborat cu Operele din Essen, Coburg, Budapesta, Skopje, Sofia, Bratislava, Praga, Frankfurt am Main, dar și cu Filarmonicile din București, Arad, Timișoara, Oradea, Baia Mare, Ploiești, Sibiu pentru recitaluri și concerte vocal-simfonice amintind compoziții de J. S. Bach, W.A. Mozart, Gh. Dima, G. B. Pergolesi, G. Rossini, J. Haydn, Fr. Liszt, L. van Beethoven, G. Verdi și G. F. Handel, R. Vaughan-Williams.
Toată cariera interpretei în perioada de la absolvirea facultății și până în prezent se exprimă plurivalent, prezența sa pe scenele lirice ale operelor și festivalurilor din țară și străinătate fiind însoțită de preocuparea permanentă pentru interpretarea repertoriului de lied și a celui vocal-simfonic. Repertoriul ei de lied și muzică de cameră cuprinzând inestimabile perle din creația compozitorilor A. Dvořak, R. Schumann, M. de Falla, V. Bellini, M. Mussorgski, L. van Beethoven, Fr. Schubert, G. Enescu, R. Strauss, W. A. Mozart, P. I. Ceaikovski, Gh. Dima, C. Debussy, G. Faure, N. Bretan, fiind invitată cu aceste genuri în Statele Unite ale Americii, Belgia, Bulgaria, Germania, Olanda, Franța, Italia, Elveția, Macedonia, Portugalia, Spania și România.
Astfel solista invitată a Operelor din Budapesta( Turandot), Skopje (Nabucco, Turandot), Bratislava (Turandot, Nabucco, Cavalleria rusticana, Requiem - Verdi), Praga (Turandot), Essen (Turandot, Nabucco), Frankfurt am Main (Nabucco), Graz (Nabucco), Iași (Nabucco), Timișoara (Turandot, Nabucco, Cavalleria rusticana, Aida), Cluj (Turandot, Aida), Galați (Aida, Nabucco, Simfonia a 9-a), Craiova (Turandot), este în același timp prezentă pe scene de concerte în lucrări vocal simfonice sau concerte de gală, fiind o permanentă colaboratoare a Filarmonicilor din Arad, Timișoara, Cluj, Iași, ca și a Radiodifuziunii Române.
Prezența sa în festivaluri de prestigiu ca Soirées lyriques de Sanxay, Oameni de aur ai Operei (Cluj), Seri de mai (Skopje), Toscana Opera Festival, Festival Lirico del Lazio, San Gimignano Festival, Festivalul Nae Leonard (Galați), Timișoara muzicală (Timișoara), se îmbină cu recitalurile de  muzică de cameră susținute în Paris, Timișoara, București, Mogoșoaia, Arad și Cluj, în demersul său artistic pentru a contura o carieră pusă integral în slujba muzicii clasice vocale.
A participat și a fost finalistă a Concursului Internațional de Canto “Hariclea Darclee” și a Concursului Internațional de Interpretare vocală Nicolae Bretan.
Colaborează cu maeștri și soliști ai celor mai importante scene ale lumii, între care Daniel Oren dirijor permanent invitat în Arena di Verona, Royal Opera House Covent Garden, Metropolitan New York, Vienna Staatsoper, director artistic al Operei Verdi din Salerno, Francesco Rosa, Nicola Giuliani (Italia), Tamas Pal (Ungaria), Ioan Iancu, Iurie Florea, Cornel Trailescu, Adrian Morar, Leonard Dumitriu, Tiberiu Soare, Gheorghe Costin, Ciprian Teodorașcu, Ondrej Lenard (Slovacia), Didier Lucchesi, Stefan Soltesz, Alexandru Agache, Serghei Murzaev, Miroslav Dvorsky, Geraldine Chauvet, Thiago Arancam, Olga Mykitenko, Ilona Tokodi, Milen Nachev, Ivan Ivanov, Nayden Todorov, Boris Statsenko, Carlos Almanguer, Petre Sbarcea, David Crescenzi, Mark Shannahan.